# Henry P. H. Bromwell

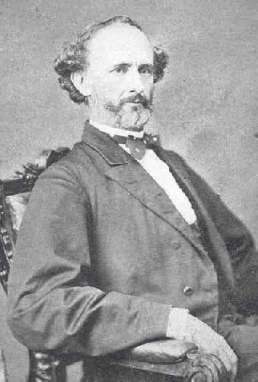
Henry P. H. Bromwell

Henry Pelham Holmes Bromwell (* 26. August 1823 in Baltimore, Maryland; † 7. Januar 1903 in Denver, Colorado) war ein US-amerikanischer Politiker. Zwischen 1865 und 1869 vertrat er den Bundesstaat Illinois im US-Repräsentantenhaus.

## Leben
Jahr 1824 zog Henry Browmwell mit seinen Eltern nach Cincinnati in Ohio und 1836 ins  Cumberland County in Illinois. Er besuchte private Schulen in seiner jeweiligen Heimat sowie die Marshall Academy in Illinois. Im Jahr 1844 wurde er an dieser Schule Lehrer. Nach einem anschließenden Jurastudium und seiner 1853 erfolgten Zulassung als Rechtsanwalt begann er in Vandalia in diesem Beruf zu arbeiten. Außerdem gab er für einige Jahre die Zeitung seines Vaters heraus. Zwischen 1853 und 1857 war er Richter im Fayette County. Politisch war Bromwell maßgeblich an der Gründung und dem Aufbau der Republikanischen Partei in Illinois beteiligt. Seit 1857 lebte er in Charleston.
Bei den Kongresswahlen des Jahres 1864 wurde Bromwell im siebten Wahlbezirk von Illinois in das US-Repräsentantenhaus in Washington, D.C. gewählt, wo er am 4. März 1865 die Nachfolge des Demokraten John R. Eden antrat. Nach einer Wiederwahl konnte er bis zum 3. März 1869 zwei Legislaturperioden im Kongress absolvieren. In diese Zeit fiel das Ende des Bürgerkrieges. Seit 1865 war die Arbeit des Kongresses von den Spannungen zwischen den Republikanern und Präsident Andrew Johnson überschattet, die in einem nur knapp gescheiterten Amtsenthebungsverfahren gipfelten. Im Jahr 1868 wurde Bromwell von seiner Partei nicht mehr zur Wiederwahl nominiert.
Henry Bromwell war 1870 Delegierter auf einer Versammlung zur Überarbeitung der Verfassung seines Staates. Danach zog er nach Denver im Colorado-Territorium, wo er als Rechtsanwalt praktizierte. Zwischen 1871 und 1874 leitete er den Schulausschuss der Stadt Denver. Im Jahr 1874 gehörte er dem territorialen Regierungsrat an; 1875 war er Delegierter auf der verfassungsgebenden Versammlung des zukünftigen Staates Colorado. In den folgenden Jahren lehnte er einige ihm angetragene Richterstellen ab. 1879 wurde er mit der Zusammenfassung der allgemeinen Gesetze des Staates Colorado betraut. In den 1880er Jahren wechselte er zur Demokratischen Partei. Er starb am 7. Januar 1903 in Denver nach längerer Krankheit.